# 난초나무
난초나무(蘭草--, 학명: Bauhinia divaricata 바우히니아 디바리카타[*])는 콩과의 관목이다. 원산지는 멕시코, 중앙아메리카, 카리브제도이다.